# 哲人政治
哲人政治（てつじんせいじ、英: rule of philosopher king, aristocracy）は、プラトンの思索した、哲人王を統治者とする独裁政治体制の一種。

## 概要
民主政治がその自浄力を失ったとき、衆愚政治と化す。そのため、独裁制により強大な権力を為政者に付与し、意志決定を速やかに行うことで、強力な改革を行うことが民衆から待望されるようになる。だが、強力な指導力を持った為政者が善政を敷くとは限らず、僭主が自らの欲望を満たすために統治者の地位を利用することも考えられる。それ故、哲学を学んだものに権力を与えることによって、私心無き統治を行わせようとプラトンは考えた。

## 背景
師であるソクラテスが民主政治下で不当な裁判によって処刑されたことから、プラトンは民主政治への疑念を抱くようになった。そして様々な思索を巡らせた結果、哲人政治の思想へたどり着いた。

## 試み
プラトンは哲人政治を実現させようと、いくつかの試みを行っている。
- アカデメイアを創設し、哲人王となる人材を育成しようとした。アカデメイアからは哲人王こそ現れなかったものの、優れた人材を多数輩出した。
- シラクサの僭主ディオニュシオス2世に哲学を学ばせ、哲人王に導こうとした。また、その親戚のディオンはプラトンに心酔し、その弟子となった（プラトンをシラクサに招聘したのは彼である）。結局ディオニュシオス2世にはプラトンの理念は根付かず、ディオンはクーデターを起こしたものの失敗し、暗殺された。

プラトンの試みは結果として失敗に終わったのである。